# Fantome (1927)
Fantome fue una goleta de vela de 679 toneladas propiedad de Windjammer Barefoot Cruises en Miami, Florida. Terminado en 1927 para el duque de Westminster, fue comprado por Windjammer en 1969 y se convirtió en el buque insignia de la flota. Durante sus veintinueve años de servicio en este sentido, Fantome ofreció cruceros en el mar Caribe y la bahía de Honduras. Se perdió en octubre de 1998 durante el huracán Mitch.

## Hundimiento

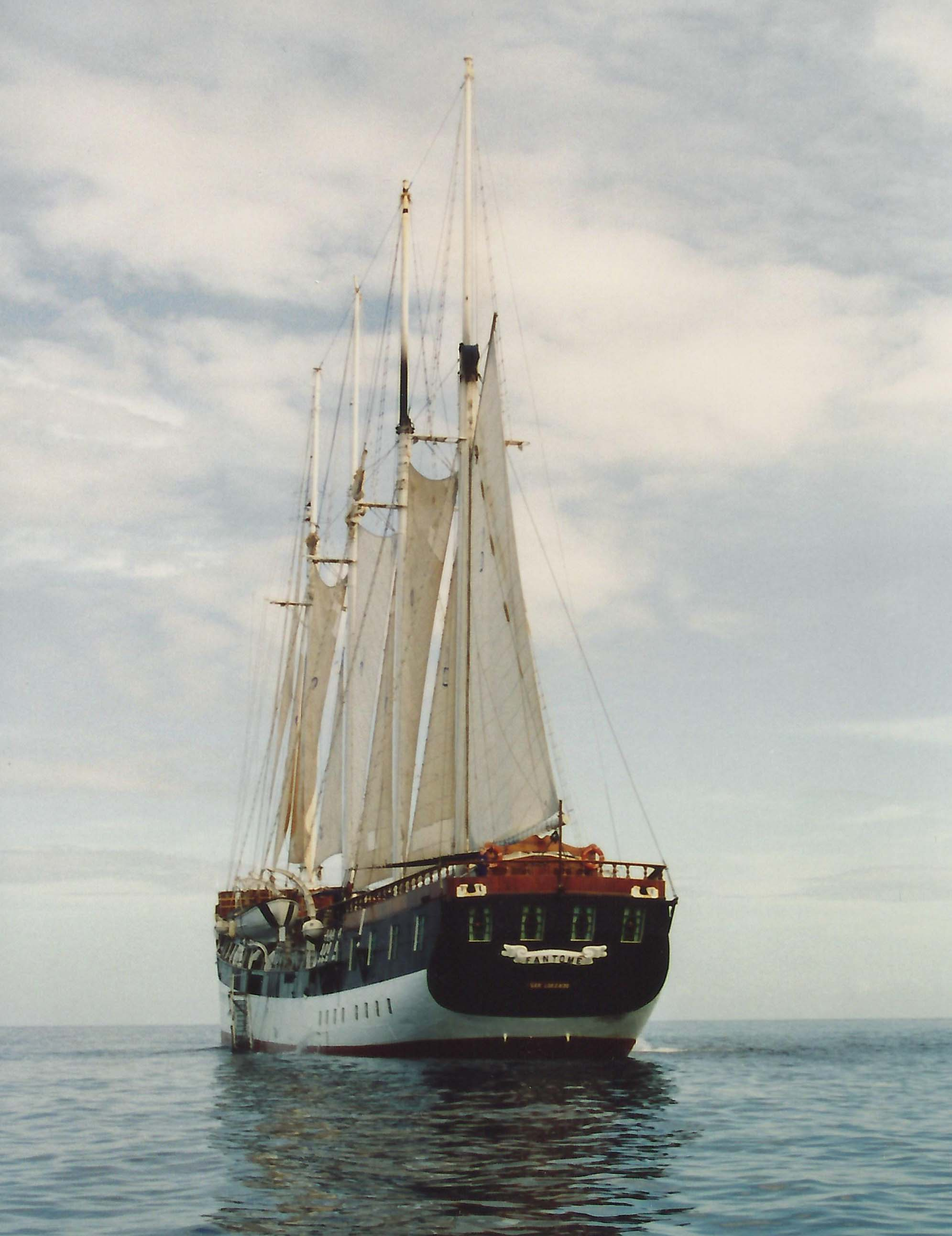
Fantome en 1993

El 24 de octubre de 1998, el Fantome partió del puerto de Omoa, Honduras, para un crucero planificado de seis días. Se esperaba que el huracán Mitch, que entonces se encontraba a más de 1.600 kilómetros (1.000 millas) de distancia en el mar Caribe, representara un riesgo para Jamaica y posiblemente para la península de Yucatán. El capitán Guyan March decidió ir a lo seguro dirigiéndose a las Islas de la Bahía y esperar a que pasara la tormenta.
Sin embargo, al amanecer del día siguiente, Mitch pareció cambiar de rumbo. El Fantome inmediatamente cambió de rumbo hacia la ciudad de Belice, donde desembarcó a todos sus pasajeros y miembros de la tripulación no esenciales. Luego, la goleta partió de la ciudad de Belice, primero en dirección norte, hacia el Golfo de México, para escapar de la tormenta. Las predicciones de tormentas resultaron extremadamente difíciles, ya que las corrientes conductoras del huracán Mitch fueron muy débiles. Cuando llegó al Fantome la noticia de que lo más probable es que Mitch golpeara Yucatán antes de que pudiera ponerse a salvo, March cambió de rumbo hacia el sur. Era demasiado pronto para saber que se dirigía directamente hacia el camino de la tormenta.
El plan era dirigirse hacia el lado de sotavento de la isla de Roatán. En caso de que Mitch tocara tierra en Yucatán o Belice, al estar en el lado sur de la isla, le brindaría suficiente protección para, con suerte, evitar que se dañe con grandes olas y fuertes vientos. Sin embargo, Mitch, ahora un huracán de categoría 5 con vientos de hasta 285 km/h (180 mph), tomó un trote hacia el sur, directamente hacia Roatán.
Mientras Mitch avanzaba hacia Roatán y Honduras, el Fantome hizo un intento desesperado por huir a un lugar seguro, ahora dirigiéndose hacia el este, hacia el Caribe. Sin embargo, el movimiento hacia adelante de Mitch se aceleró y Fantome no pudo escapar de la tormenta. Alrededor de las 4:30 p. m. del 27 de octubre de 1998, con Mitch debilitado pero todavía en intensidad de Categoría 5, Fantome informó que estaba luchando contra vientos de 100 millas por hora (160 km/h) en mares de 40 pies (12 m). Estaban a sólo 64 kilómetros (40 millas) al sur de la pared del ojo de Mitch. Poco después se perdió el contacto por radio con el Fantome.
El 2 de noviembre, un helicóptero enviado por la fragata británica HMS Sheffield descubrió balsas salvavidas y chalecos con la etiqueta "S/V Fantome" frente a la costa este de Guanaja  Fue todo lo que se encontró del Fantome. Los 31 miembros de la tripulación a bordo murieron y se les celebró un servicio conmemorativo el 12 de diciembre de 1998.